# Walsall
Walsall – miasto w środkowej Anglii (Wielka Brytania), w hrabstwie metropolitalnym West Midlands, w dystrykcie metropolitalnym Walsall, w zespole miejskim Birmingham. W 2021 roku miasto liczyło 70 775 mieszkańców.
W mieście rozwinął się przemysł skórzany, metalowy, lotniczy, maszynowy, chemiczny, elektrotechniczny oraz elektroniczny.

## Miasta partnerskie
- Miluza
- Jauharabad, Pakistan